# Мареше (станция метро)
Мареше (фр. Maraîchers) — станция линии 9 Парижского метрополитена, расположенная в XX округе Парижа. Названа по рю Мареше, на месте которой до XIX века находились сады, на которых выращивались фрукты для продажи на рынках.

## История
- Станция открыта 10 декабря 1933 года в составе пускового участка Ришельё — Друо — Порт де Монтрёй линии 9. В 2006 году станция подверглась реновации[2].
- Пассажиропоток по станции по входу в 2013 году, по данным RATP, составил 2 903 399 человек (188 место по уровню входного пассажиропотока в Парижском метро[3]

## Галерея
- Вывеска с названием станции